# اجساد پنهان
اجساد پنهان (انگلیسی: Hidden Bodies) یا جسدهای پنهان و همین‌طور کالبدهای پنهان، کتابی است اثر کارولین کپ‌نس که در فوریه ۲۰۱۶ منتشر گردید. این اثر ادامه‌ای است بر اثر موفق پیشین از همین نویسنده تحت عنوان تو